# Luis Francisco Benítez de Lugo y Benítez de Lugo
Luis Francisco Benítez de Lugo y Benítez de Lugo (La Orotava, Tenerife, 1 de abril de 1837-Santa Cruz de Tenerife, 3 de mayo de 1876) fue un político español, VIII marqués de la Florida y X señor de Algarrobo y Bormujos. Elegido diputado por el distrito de La Orotava en las elecciones de agosto de 1872, fue reelegido en las elecciones celebradas en mayo de 1873, tras la proclamación de la Primera República española. Masón y pionero del espiritismo en España.

## Biografía
Nació en La Orotava en el norte de Tenerife el 1 de abril de 1837. 
Estudió en el Instituto Provincial de Canarias en la ciudad de San Cristóbal de La Laguna. En 1859 marchó a Madrid en donde estudia derecho y filosofía y letras en la Universidad Central de Madrid.
En 1860 se afilió al Partido Progresista, al tiempo que comenzó su quehacer literario colaborando en diversos periódicos. En 1863 obtiene el grado de bachiller en Derecho Administrativo y en 1864 el de bachiller en Derecho Civil y Canónico. Su intensa participación en la política se acrecienta en esta época, siendo designado representante canario en el comité central del Partido Progresista.
En 1871 Luis Francisco Benítez de Lugo entró en la masonería, siendo considerado también como uno de los pioneros del espiritismo en España. Como diputado radical, fue elegido presidente de la comisión de presupuestos –puesto desde el que se opuso tenazmente a los presupuestos presentados por el ministro de Hacienda, José Carvajal Hué–, y secretario de la comisión constitucional y, entre otras muchas iniciativas, habría presentado el 26 de agosto de 1873 una proposición de ley para llevar a la enseñanza oficial el espiritismo.
Orador infatigable, célebre por la extensión de sus discursos, Benito Pérez Galdós lo recuerda en De Cartago a Sagunto, en el momento de entrar la Guardia Civil en el Congreso de los Diputados en cumplimiento de las órdenes del general Pavía, gritando desafiante: «Que entre, y todo el mundo a sus asientos», e inmediatamente en pie, consumiendo un turno de palabra para proponer a la Cámara otorgar de forma unánime un voto de confianza al presidente del poder ejecutivo, Emilio Castelar, contra el que el propio Benítez de Lugo se había pronunciado poco antes y cuyo gobierno acababa de ser derribado por la misma Cámara a la que pedía ahora el voto de confianza, propuesta rechazada por Castelar mismo por llegar tarde y por creer que ya nada podía hacer por evitar el golpe si no era morir en su escaño.
Murió con apenas 39 años el 3 de mayo de 1876 en Santa Cruz de Tenerife. Fue enterrado en el Cementerio de San Rafael y San Roque de esta ciudad y posteriormente sus restos fueron trasladados al Cementerio de Santa Lastenia de la misma ciudad